# Q36.5 Pro Cycling Team/2025
Deze pagina geeft een overzicht van de op een Zwitserse licentie rijdende wielerploeg Q36.5 Pro Cycling Team in 2025.

## Algemeen
Algemeen manager: Douglas Ryder
Ploegleiders: Michael Albasini, Danijel Kvasina, Joaquin Martinez, Gabriele Missaglia, Daniele Nieri, Théo Ouvrard, Alexandre Sans Vega, Piotr Wadecki, Jens Zemke
Staf: Kurt Bogaerts, Xenia de Roose
Fietsmerk: Scott
Kleding: Q36.5

## Renners
| Naam                  | Geboortedatum | Nationaliteit       | Ploeg 2024                |
| --------------------- | ------------- | ------------------- | ------------------------- |
| Enekoitz Azparren     | 05-08-2002    | Spanje              | Euskaltel-Euskadi         |
| Xabier Mikel Azparren | 25-02-1999    | Spanje              |                           |
| Matteo Badilatti      | 30-07-1992    | Zwitserland         |                           |
| Sjoerd Bax            | 06-01-1996    | Nederland           | UAE Team Emirates         |
| Gianluca Brambilla    | 22-08-1987    | Italië              |                           |
| Walter Calzoni        | 08-08-2001    | Italië              |                           |
| Marcel Camprubí       | 15-09-2001    | Spanje              |                           |
| Fabio Christen        | 29-06-2002    | Zwitserland         |                           |
| David de la Cruz      | 06-05-1989    | Spanje              |                           |
| Mark Donovan          | 03-04-1999    | Verenigd Koninkrijk |                           |
| Frederik Frison       | 28-07-1992    | België              |                           |
| David González        | 21-02-1996    | Spanje              | Caja Rural-Seguros RGA    |
| Damien Howson         | 13-08-1992    | Australië           |                           |
| Emīls Liepiņš         | 29-10-1992    | Letland             | Team dsm-firmenich PostNL |
| Kamil Małecki         | 02-01-1996    | Polen               |                           |
| Matteo Moschetti      | 14-08-1996    | Italië              |                           |
| Giacomo Nizzolo       | 30-01-1989    | Italië              |                           |
| Nicolò Parisini       | 25-04-2000    | Italië              |                           |
| Joseph Pidcock        | 20-03-2002    | Verenigd Koninkrijk | Trinity Racing            |
| Tom Pidcock           | 30-07-1999    | Verenigd Koninkrijk | INEOS Grenadiers          |
| Jannik Steimle        | 04-04-1996    | Duitsland           |                           |
| Rory Townsend         | 30-06-1995    | Ierland             |                           |
| Milan Vader           | 18-02-1996    | Nederland           | Team Visma-Lease a Bike   |
| Harm Vanhoucke        | 17-06-1997    | België              | Lotto Dstny               |
| Nickolas Zukowsky     | 03-06-1998    | Canada              |                           |

### Vertrokken
| Naam                | Geboortedatum | Nationaliteit    | Ploeg 2025                       |
| ------------------- | ------------- | ---------------- | -------------------------------- |
| Negasi Haylu Abreha | 09-05-2000    | Ethiopië         | Sam-Vitalcare-Dynatek            |
| Filippo Colombo     | 20-12-1997    | Zwitserland      | ?                                |
| Filippo Conca       | 22-09-1998    | Italië           | Swatt Club                       |
| Tom Devriendt       | 29-10-1991    | België           | Gestopt                          |
| Alessandro Fancellu | 24-04-2000    | Italië           | JCL Team UKYO                    |
| Carl Fredrik Hagen  | 26-09-1991    | Noorwegen        | Gestopt                          |
| Tobias Ludvigsson   | 22-02-1991    | Zweden           | Gestopt                          |
| Cyrus Monk          | 07-11-1996    | Australië        | FNIX-SCOM-Hengxiang Cycling Team |
| Joey Rosskopf       | 05-09-1989    | Verenigde Staten | Gestopt                          |
| Szymon Sajnok       | 24-08-1997    | Polen            | GKS Cartusia Kartuzy             |
| James Whelan        | 11-07-1996    | Australië        | Gestopt                          |

## Overwinningen
| Nationale kampioenschappen wielrennen Ierland - weg: Rory Townsend AlUla Tour 2e etappe: Thomas Pidcock 4e etappe: Thomas Pidcock 5e etappe: Matteo Moschetti Eindklassement: Thomas Pidcock Puntenklassement: Thomas Pidcock Ronde van Oman Ploegenklassement: *1) Ronde van Murcia Fabio Christen Ruta del Sol 2e etappe: Thomas Pidcock Grand Prix Criquielion Matteo Moschetti Ronde van Griekenland 1e etappe: Matteo Moschetti 5e etappe: Matteo Moschetti Ploegenklassement: *2) | Ronde van Slovenië 2e etappe: Fabio Christen Puntenklassement: Fabio Christen Bergklassement: Fabio Christen Ronde van Sibiu Ploegenklassement: *3) Ronde van Burgos 2e etappe: Matteo Moschetti Arctic Race of Norway 3e etappe: Thomas Pidcock ADAC Cyclassics Rory Townsend |  |

*1) Ploeg Ronde van Oman: X. Azparren, Badilatti, Camprubí, de la Cruz, Howson, Nizzolo, Vanhoucke
*2) Ploeg Ronde van Griekenland: Bax, Calzoni, Camprubí, Moschetti, Vanhoucke
*3) Ploeg Ronde van Sibiu: Calzoni, de la Cruz, Frison, Parisini, J. Pidcock, Vanhoucke
Burgos-Burpellet-BH · Caja Rural-Seguros RGA · Equipo Kern Pharma · Euskaltel-Euskadi · Israel-Premier Tech · Lotto · Q36.5 Pro Cycling Team · Team Flanders-Baloise · Team Novo Nordisk · Team Polti VisitMalta · Toscana Factory Team Vini Fantini · TotalEnergies · Tudor Pro Cycling Team · Unibet Tietema Rockets · Uno-X Mobility · VF Group-Bardiani CSF-Faizanè · Wagner Bazin WB
2023 · 2024 · 2025